# Classe D'Assas
La classe D'Assas est la septième classe de croiseurs protégés construite par la Marine française à la fin du XIXe siècle.

## Les unités de la classe
| Nom       | Lancement        | Chantier naval                                    | Fin de carrière            | Photo |
| --------- | ---------------- | ------------------------------------------------- | -------------------------- | ----- |
| D'Assas   | 28 mars 1896     | Ateliers et Chantiers de la Loire (Saint-Nazaire) | rayé des effectifs en 1910 |       |
| Cassard   | 27 mai 1896      | Arsenal de Cherbourg                              | rayé des effectifs en 1924 |       |
| Du Chayla | 10 novembre 1895 | Arsenal de Cherbourg                              | rayé des effectifs en 1921 |       |